# خرم درة (فريدون شهر)
خرم درة (بالفارسية: خرم‌دره) هي قرية تقع في قسم بشتكوة موغوئي الريفي في إيران. يقدر عدد سكانها بـ 46 نسمة .